# Station Wespelaar-Heike
Station Wespelaar-Heike is een voormalige spoorweghalte in Wespelaar, een deelgemeente van de gemeente Haacht, op spoorlijn 53 (Schellebelle - Mechelen - Leuven). De stopplaats lag op ongeveer 1 kilometer van zowel station Haacht als station Wespelaar-Tildonk, aan de Heikestraat in Wespelaar. Sinds 4 mei 1942 wordt deze stopplaats niet meer bediend. In de daaropvolgende jaren zijn de perrons afgebroken en vandaag blijft er niets meer van over.
Op de locatie van de voormalige stopplaats bevindt zich vandaag een tractie-onderstation.
0,0: Schellebelle ·
2,8: Wichelen ·
5,8: Schoonaarde ·
9,7: Oudegem ·
12,5: Dendermonde ·
16,2: Baasrode-Zuid ·
18,2: Koude Haard ·
19,6: Buggenhout ·
21,6: Malderen ·
23,3: Molenheide ·
26,4: Londerzeel ·
28,2: Londerzeel-Oost ·
29,0: Ramsdonk ·
31,0: Kapelle-op-den-Bos ·
34,9: Heike ·
36,6: Hombeek ·
38,8: Brusselsesteenweg ·
39,6: Mechelen ·
42,6: Muizen ·
44,5: Hever ·
46,2: Biststraat ·
48,1: Boortmeerbeek ·
51,4: Haacht ·
52,5: Wespelaar-Heike ·
53,4: Wespelaar-Tildonk ·
55,8: Hambos ·
58,3: Wakkerzeelsesteenweg ·
59,4: Wijgmaal ·
64,1: Leuven